# Hylaeus potaninii
Hylaeus potaninii är en biart som beskrevs av Morawitz 1890. Hylaeus potaninii ingår i släktet citronbin, och familjen korttungebin. Inga underarter finns listade i Catalogue of Life.